# ميتسوبيشي إلكتريك
شركة ميتسوبيشي إلكتريك أو شركة ميتسوبيشي للصناعات الكهربائية (باليابانية: 三菱電機株式会社 ميتسوبيشي دينكي كابوشكي كايشا)، شركة يابانية متعددة الجنسيات متخصصة في تصنيع المعدات الإلكترونية والكهربائية. يقع مقر الشركة الرئيسي في طوكيو، اليابان. الشركة إحدى الشركات الأساسية في مجموعة ميتسوبيشي.
تهتم ميتسوبيشي إلكتريك بتصنيع المعدات الكهربائية والمعمارية، كما أنها أحد أهم الشركات المنتجة للألواح الكهروضوئية. تأسست الشركة في 15 يناير 1921.
للشركة فرع كبير في سايبريس، كاليفورنيا، الولايات المتحدة مسئول عن تصنيع وبيع منتجات الشركة.

## العمليات

### الشركات الفرعية الرئيسية
- ميتسوبيشي الكتريك جلوبال.[12]
  - ميتسوبيشي الكتريك - أمريكا الشمالية.
    - كندا.[13]
    - ميتسوبيشي إلكتريك الولايات المتحدة الأمريكية.[14]

  - فروع ميتسوبيشي الكتريك في أسيا ودول المحيط الهادي.[15]
    - استراليا/ نيوزيلندا.
    - الصين.
      - هونغ كونغ.

    - الهند.
    - تايوان.
    - فيتنام.
    - اليابان.[16]
تمتلك المجموعة مختبرين هما كوبه، أماغاساكي وكاماكورا و 11 منشأة في:
    - ماليزيا.
    - سنغافورة.
    - تايلاند.
    - ميتسوبيشي الكتريك السعودية (ملسا)- المملكة العربية السعودية.[17]

  - ميتسوبيشي الكتريك أوروبا.[18]
    - بنلوكس.
    - فرنسا
    - ألمانيا
    - أيرلندا
    - إيطاليا
    - البرتغال
    - روسيا
    - إسبانيا
    - السويد/ الدنمارك.
    - فنلندا/ النرويج.
    - المملكة المتحدة.
    - تركيا.

### الأقسام الرئيسية ووحدات الأعمال

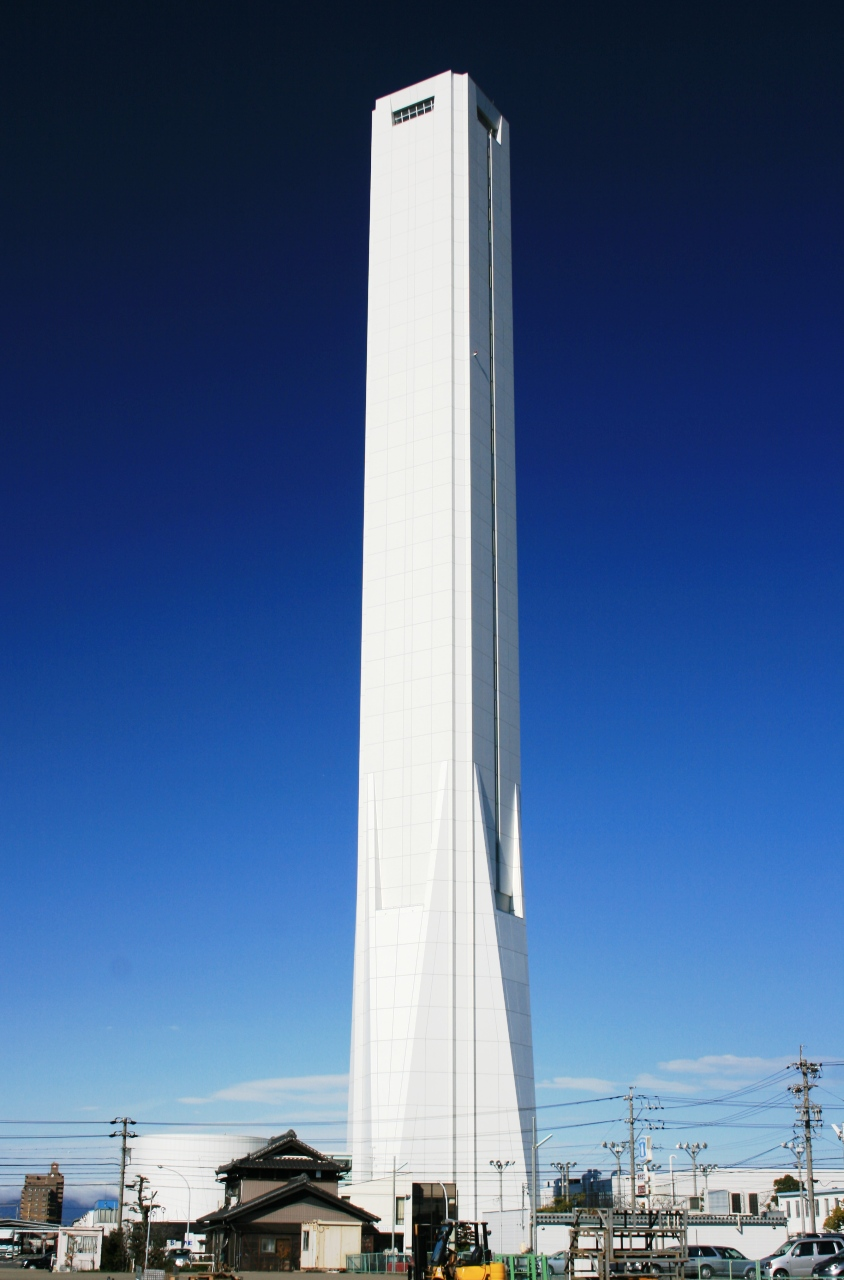
يعتبر برج الاختبار سولاي الذي التابع للشركة والواقع في مدينة إنزاوا في اليابان ثاني أطول برج اختبار في العالم.

يغطي خط إنتاج الشركة الأنظمة التالية:
- أنظمة البناء
  - أنظمة تكييف الهواء
  - المصاعد والسلالم المتحركة
  - المجففات اليدوية عالية السرعة (يتم تسويقها باسم مجفف ميتسوبيشي).[20]
- نظم الاتصالات
  - أمن المعلومات
  - أنظمة الفضاء
  - أنظمة الأتمتة
- الأتمتة الصناعية
  - آلات الأتمتة الصناعية
- الأنظمة الطبية
  - العلاج بالبروتونات
- أنظمة الطاقة
  - الطاقة الشمسية
  - أشباه الموصلات والأجهزة
  - الحساسات
  - الأجهزة الإلكترونية
  - شاشات TFT-LCD
- وسائل النقل
  - معدات السيارات
  - أنظمة النقل الذكية
  - أنظمة النقل
- نظم المعلومات المرئية.[21]
  - تليفزيونات عالية الوضوح
  - شاشات ليد كبيرة الحجم
  - أجهزة عرض الوسائط المتعددة

## المنتجات

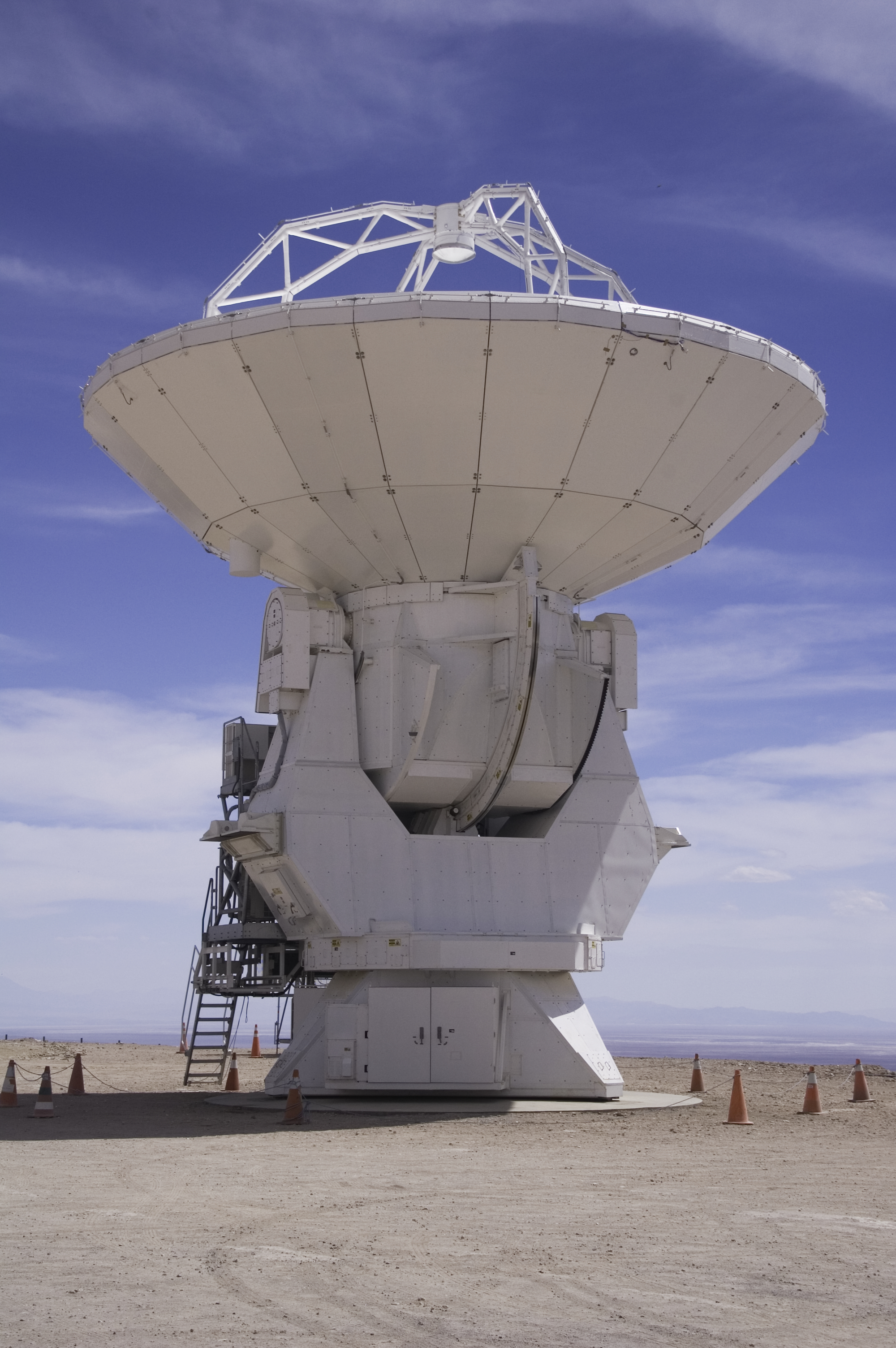
هوائي صنعته شركة ميتسوبيشي إلكتريك لمصفوف مرصد أتاكاما المليمتري الكبير

تقوم الشركة بصناعة أنظمة رادارية نشطة ممسوحة ضوئياً إلكترونياً لمقاتلات ميتسوبيشي إف 2.
- قطع غيار السيارات
- معدات التشغيل الآلي للمصانع
  - الروبوتات
- المصاعد والسلالم المتحركة[22]
  - احتفظت الشركة بلقب أسرع مصعد في العالم في الفترة من عام 1993 إلى 2005، عن مصعدها في برج يوكوهاما لاندمارك المتكون من 70 طابق.
- أنظمة تكييف الهواء
- سخانات المياه المضخة الحرارية
- مزيلات الرطوبة
- أنظمة تزويد الطاقة غير المنقطعة (UPS)
- الهواتف المحمولة، من 1999 إلى 2008.
  - لم يكن هذا القرار صائبا حيث قدرت خسارة الشركة المؤقتة بقيمة 17 مليار ين ياباني قبل حساب الضرائب.[23]
- الألواح الشمسية.

## الشعارات
تغير شعار الشركة أكثر من مرة، حيث كان:
- معك اليوم وغدا (في الفترة 1962-1968 ، في اليابان فقط)
- شركة ميتسوبيشي الكهربائية المتقدمة دائما (في الفترة 1968-1985 في اليابان، 1968-2001 خارج اليابان)
- سيكو-تك: تحسين أسلوب الحياة باستخدام التكنولوجيا ( في الفترة 1985–2001 في اليابان، كان اللوجو المستخدم هو "ميتسوبيشي الأزرق")
- التغيير للأفضل (منذ عام 2001).[24]

## وصلات خارجية
- الموقع الرسمي